# Spermacoce schumanniana
Spermacoce schumanniana là một loài thực vật có hoa trong họ Thiến thảo. Loài này được (Taub. ex Ule) Govaerts miêu tả khoa học đầu tiên năm 1996.